# San, Mali
San är en kretshuvudort i Mali.   Den ligger i regionen Ségou, i den södra delen av landet, 300 km öster om huvudstaden Bamako. San ligger 285 meter över havet och antalet invånare är 24 811.
Terrängen runt San är mycket platt. Runt San är det ganska tätbefolkat, med 96 invånare per kvadratkilometer. Det finns inga andra samhällen i närheten. Trakten runt San består i huvudsak av gräsmarker.